# 紫斑舌鳎
紫斑舌鳎（学名：Cynoglossus purpureomaculatus）为輻鰭魚綱鰈形目鰨亞目舌鳎科舌鳎属的鱼类，俗名紫斑三线舌鳎等、紫斑三线鳎。分布于东达朝鲜及日本南部以及珠江口附近到东海及黄渤海等，属于暖温带浅海底层鱼，體長可達26.9公分，棲息在底層水域，生活習性不明。该物种的模式产地在日本濑户内海。